# Álbuns número um na Dance/Electronic Albums em 2011

Lady Gaga foi a artista a permanecer mais tempo no topo da tabela com seus dois primeiros álbuns de estúdios: The Fame (2008) e Born This Way (2011), totalizando trinta semanas.

Este anexo lista os álbuns que alcançaram a primeira posição na Dance/Electronic Albums no ano de 2011. A tabela é publicada semanalmente pela revista Billboard e classifica as vendas físicas e digitais dos discos de música eletrônica e dance nos Estados Unidos a partir de dados recolhidos pela Nielsen SoundScan.
Em 2011, doze discos alcançaram a primeira colocação da parada em cinquenta e três edições. O ano iniciou com a trilha sonora Tron: Legacy (2010), da dupla francesa Daft Punk, lançada para o filme homônimo de 2010, e encerrou com Sorry for Party Rocking (2011), do grupo estadunidense LMFAO. No entanto, a artista a permanecer mais tempo no topo do gráfico foi Lady Gaga com seus dois primeiros álbuns de estúdios — The Fame (2008) e Born This Way (2011) — com onze e dezenove semanas não-consecutivas, respectivamente, totalizando trinta semanas.
Os discos que debutaram no cume da compilação foram: I Am the Dance Commander + I Command You to Dance: The Remix Album, de Kesha; Tron: Legacy Reconfigured, de Daft Punk; Nothing But the Beat, de David Guetta; Biophilia, de Björk; Hurry Up, We're Dreaming, de M83; Fire & Ice, de Kaskade e The Path of Totality, de Korn.

## Histórico

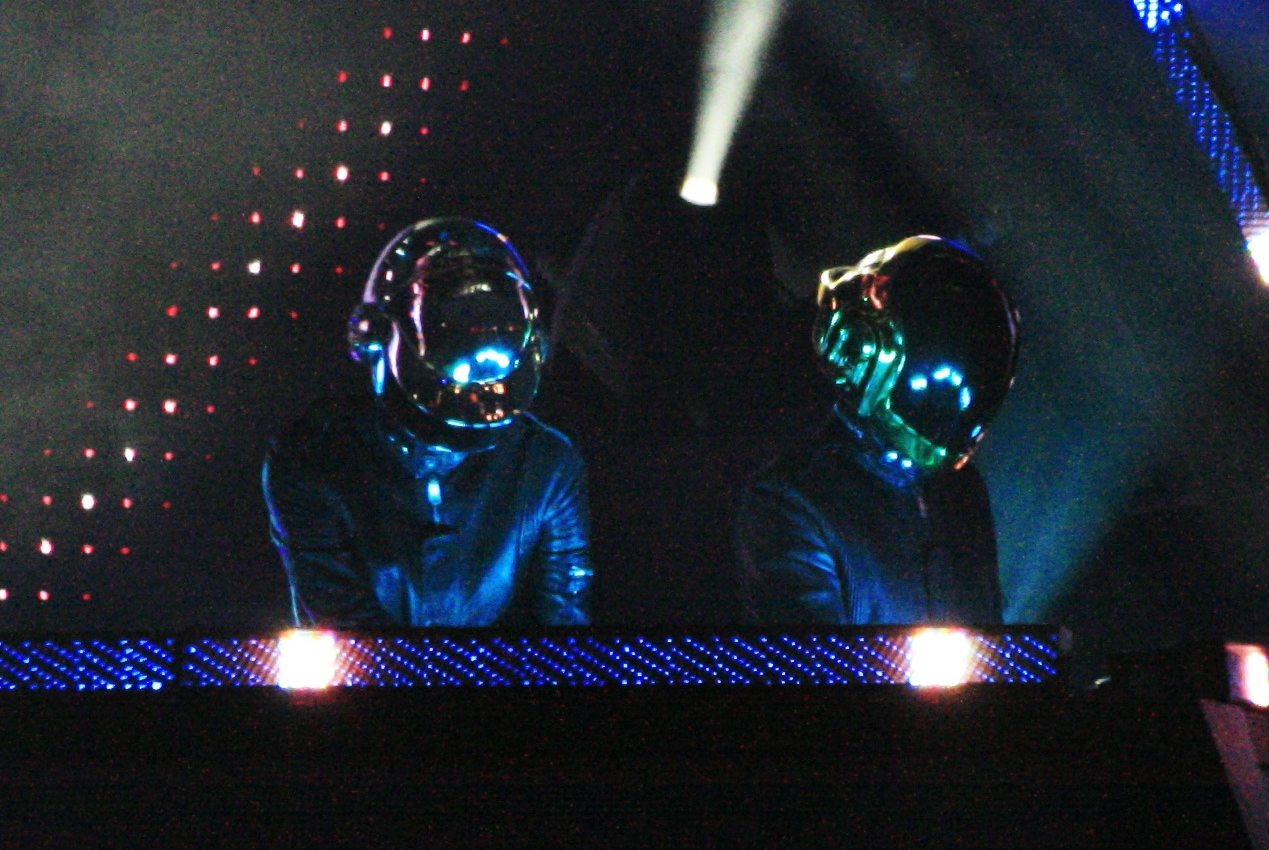
A dupla francesa Daft Punk iniciou a tabela de 2011 com a trilha sonora Tron: Legacy do filme homônimo de 2010. Mais tarde, o álbum de remixes Tron: Legacy Reconfigured, com novas versões de algumas faixas da trilha sonora, também chegou ao topo da parada.

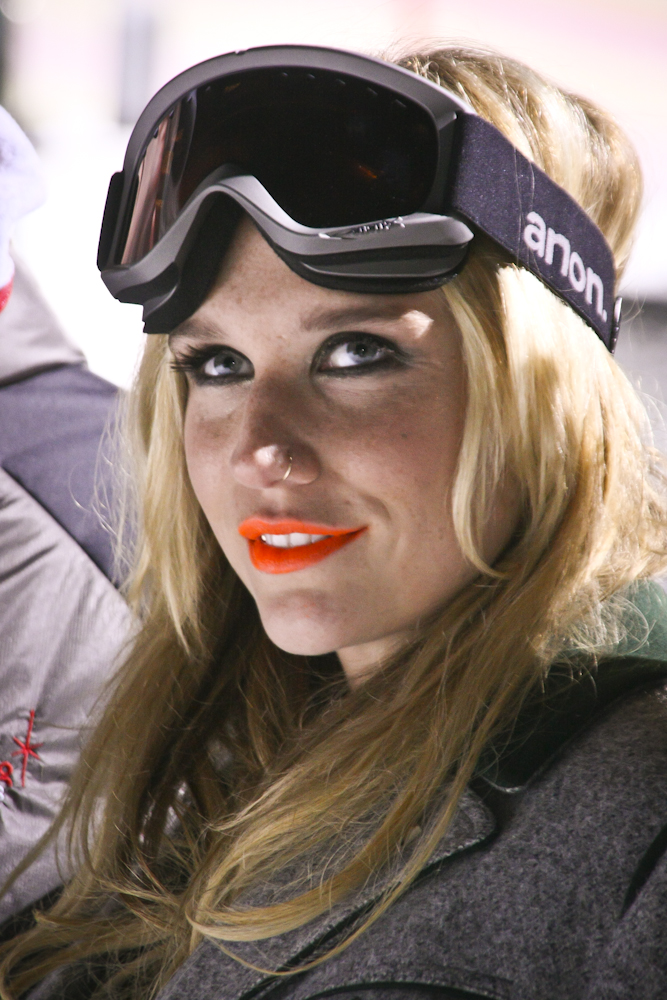
I Am the Dance Commander + I Command You to Dance: The Remix Album, da cantora estadunidense Kesha, foi o primeiro disco a estrear no topo do periódico de 2011.

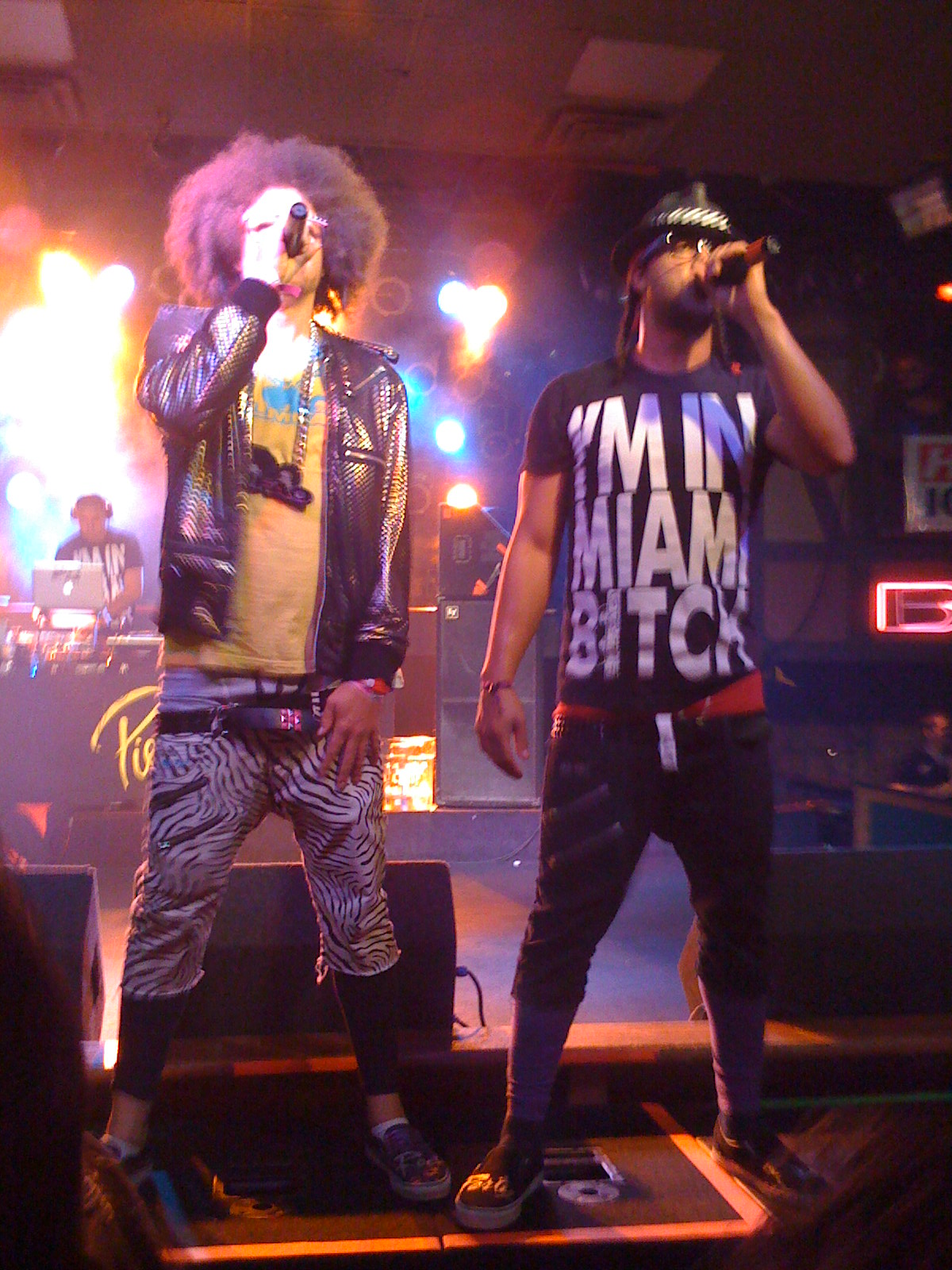
O grupo estadunidense LMFAO encerrou o ciclo de 2011 com seu segundo álbum de estúdio, Sorry for Party Rocking.

| Data            | Álbum                                                              | Artista      | Ref.   |
| --------------- | ------------------------------------------------------------------ | ------------ | ------ |
| 1º de janeiro   | Tron: Legacy                                                       | Daft Punk    | [ 2 ]  |
| 8 de janeiro    | Tron: Legacy                                                       | Daft Punk    | [ 3 ]  |
| 15 de janeiro   | Tron: Legacy                                                       | Daft Punk    | [ 4 ]  |
| 22 de janeiro   | Tron: Legacy                                                       | Daft Punk    | [ 5 ]  |
| 29 de janeiro   | Tron: Legacy                                                       | Daft Punk    | [ 6 ]  |
| 5 de fevereiro  | Tron: Legacy                                                       | Daft Punk    | [ 7 ]  |
| 12 de fevereiro | Tron: Legacy                                                       | Daft Punk    | [ 8 ]  |
| 19 de fevereiro | Tron: Legacy                                                       | Daft Punk    | [ 9 ]  |
| 26 de fevereiro | The Fame                                                           | Lady Gaga    | [ 10 ] |
| 5 de março      | The Fame                                                           | Lady Gaga    | [ 11 ] |
| 12 de março     | The Fame                                                           | Lady Gaga    | [ 12 ] |
| 19 de março     | The Fame                                                           | Lady Gaga    | [ 13 ] |
| 26 de março     | The Fame                                                           | Lady Gaga    | [ 14 ] |
| 2 de abril      | The Fame                                                           | Lady Gaga    | [ 15 ] |
| 9 de abril      | I Am the Dance Commander + I Command You to Dance: The Remix Album | Kesha        | [ 16 ] |
| 16 de abril     | The Fame                                                           | Lady Gaga    | [ 17 ] |
| 23 de abril     | Tron: Legacy Reconfigured                                          | Daft Punk    | [ 18 ] |
| 30 de abril     | Tron: Legacy                                                       | Daft Punk    | [ 19 ] |
| 7 de maio       | The Fall                                                           | Gorillaz     | [ 20 ] |
| 14 de maio      | The Fame                                                           | Lady Gaga    | [ 21 ] |
| 21 de maio      | The Fame                                                           | Lady Gaga    | [ 22 ] |
| 28 de maio      | The Fame                                                           | Lady Gaga    | [ 23 ] |
| 4 de junho      | The Fame                                                           | Lady Gaga    | [ 24 ] |
| 11 de junho     | Born This Way                                                      | Lady Gaga    | [ 25 ] |
| 18 de junho     | Born This Way                                                      | Lady Gaga    | [ 26 ] |
| 25 de junho     | Born This Way                                                      | Lady Gaga    | [ 27 ] |
| 2 de julho      | Born This Way                                                      | Lady Gaga    | [ 28 ] |
| 9 de julho      | Born This Way                                                      | Lady Gaga    | [ 29 ] |
| 16 de julho     | Born This Way                                                      | Lady Gaga    | [ 30 ] |
| 23 de julho     | Born This Way                                                      | Lady Gaga    | [ 31 ] |
| 30 de julho     | Born This Way                                                      | Lady Gaga    | [ 32 ] |
| 6 de agosto     | Born This Way                                                      | Lady Gaga    | [ 33 ] |
| 13 de agosto    | Born This Way                                                      | Lady Gaga    | [ 34 ] |
| 20 de agosto    | Born This Way                                                      | Lady Gaga    | [ 35 ] |
| 27 de agosto    | Born This Way                                                      | Lady Gaga    | [ 36 ] |
| 3 de setembro   | Born This Way                                                      | Lady Gaga    | [ 37 ] |
| 10 de setembro  | Born This Way                                                      | Lady Gaga    | [ 38 ] |
| 17 de setembro  | Nothing But the Beat                                               | David Guetta | [ 39 ] |
| 24 de setembro  | Born This Way                                                      | Lady Gaga    | [ 40 ] |
| 1º de outubro   | Born This Way                                                      | Lady Gaga    | [ 41 ] |
| 8 de outubro    | Born This Way                                                      | Lady Gaga    | [ 42 ] |
| 15 de outubro   | Born This Way                                                      | Lady Gaga    | [ 43 ] |
| 22 de outubro   | Born This Way                                                      | Lady Gaga    | [ 44 ] |
| 29 de outubro   | Biophilia                                                          | Björk        | [ 45 ] |
| 5 de novembro   | Hurry Up, We're Dreaming                                           | M83          | [ 46 ] |
| 12 de novembro  | Fire & Ice                                                         | Kaskade      | [ 47 ] |
| 19 de novembro  | Sorry for Party Rocking                                            | LMFAO        | [ 48 ] |
| 26 de novembro  | Sorry for Party Rocking                                            | LMFAO        | [ 49 ] |
| 3 de dezembro   | Sorry for Party Rocking                                            | LMFAO        | [ 50 ] |
| 10 de dezembro  | Sorry for Party Rocking                                            | LMFAO        | [ 51 ] |
| 17 de dezembro  | Sorry for Party Rocking                                            | LMFAO        | [ 52 ] |
| 24 de dezembro  | The Path of Totality                                               | Korn         | [ 53 ] |
| 31 de dezembro  | Sorry for Party Rocking                                            | LMFAO        | [ 54 ] |